# Dravograd
Dravograd là một khu tự quản (tiếng Slovenia: občine, số ít – občina) trong vùng Koroška của Slovenia. Dravograd có diện tích 105 km2, dân số là theo điều tra ngày 31 tháng 3 năm 2002 là 8863 người. Thủ phủ khu tự quản Dravograd đóng tại Dravograd.